# St. Vitus (Wülfershausen)

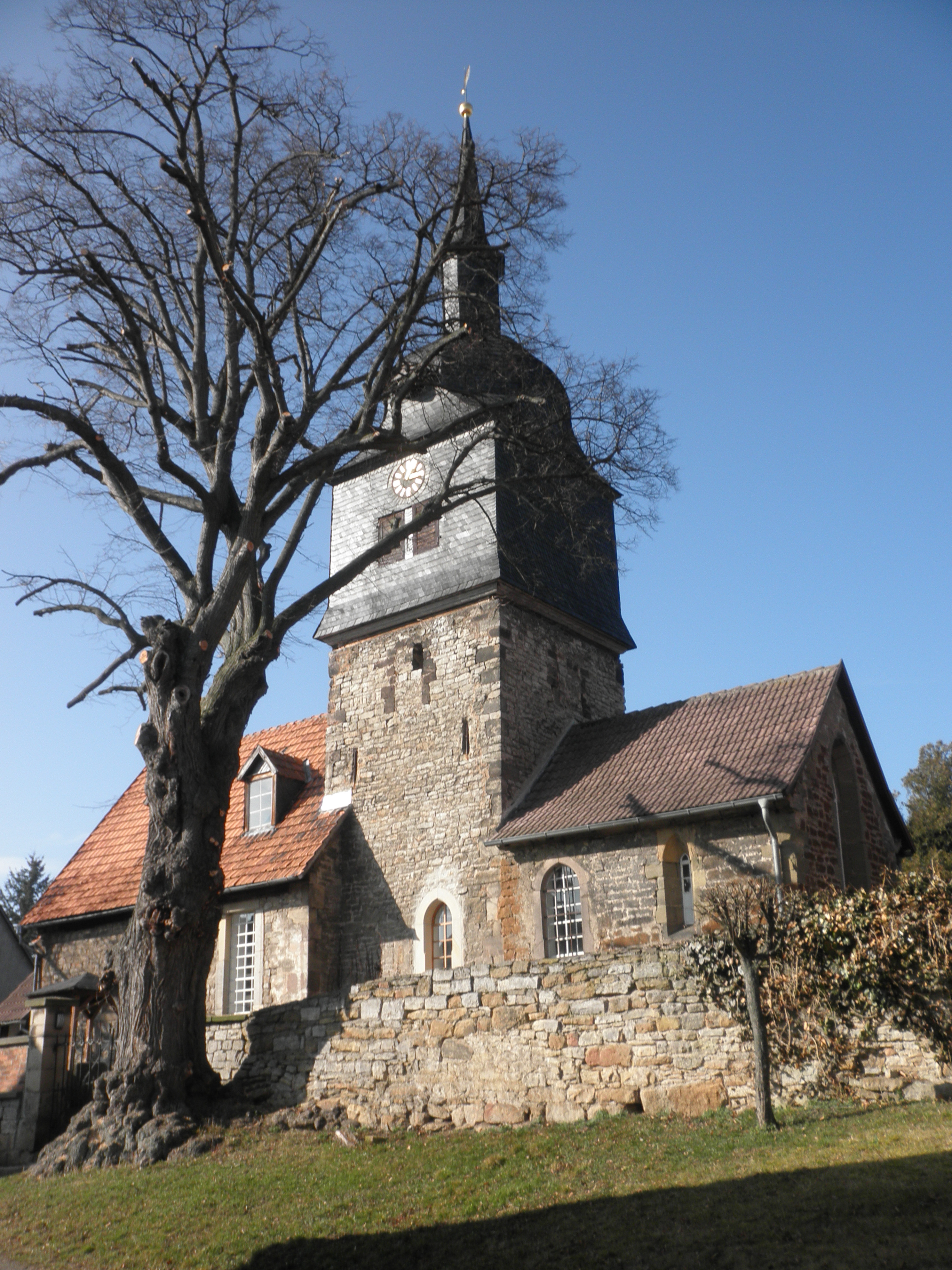
Wülfershausen, St. Vitus

Die Dorfkirche St. Vitus steht im Ortsteil Wülfershausen  der Gemeinde Osthausen-Wülfershausen im Ilm-Kreis in Thüringen. Sie gehört zum Evangelisch-Lutherischen Kirchengemeindeverband Elxleben-Witzleben im Kirchenkreis Arnstadt-Ilmenau der Evangelischen Kirche in Mitteldeutschland.

## Geschichte
Die Dorfkirche St. Vitus ist eine der ältesten Kirchen des Landes Thüringen. Ihr Baubeginn war im 9. Jahrhundert. Ihr Ursprung war eine Kapelle mit gemauertem Altar und Taufstein.
Mit dem Bau des Kirchturms im 14. Jahrhundert und des Kirchenschiffes im 15. Jahrhundert wurde die Kapelle zur Kirche erweitert.
1499 fertigte Valentin Lendenstreich aus Saalfeld den Schnitzaltar.
An der Südseite der Kirche befindet sich ein Stein mit der eingemeißelten Jahreszahl 1586 und der Buchstabenfolge WUWLUW.